# Société Duvetnor
 (octobre 2016).
Améliorez-le ou discutez des points à vérifier. 
 (novembre 2010).
Si vous disposez d'ouvrages ou d'articles de référence ou si vous connaissez des sites web de qualité traitant du thème abordé ici, merci de compléter l'article en donnant les références utiles à sa vérifiabilité et en les liant à la section « Notes et références ».
La Société Duvetnor est une association sans but lucratif vouée à la conservation des milieux naturels dans le Bas-Saint-Laurent. Elle a son siège social à Rivière-du-Loup, Québec, Canada.

## Histoire
La Société Duvetnor fut fondée il y a trente ans, par Jean Bédard, chercheur scientifique et quelques biologistes conscients des richesses des îles du Bas-Saint-Laurent et défenseurs des oiseaux et des milieux naturels. C’était pour protéger ces îles que fut mis sur pied  une association privée sans but lucratif (OSBL) qui achète Les Pèlerins, deux des trois îles du Pot à l’Eau-de-Vie et l’île aux Lièvres. La Société Duvetnor compte en 2010 25 employés.
À partir de 1989, la Société ouvre certaines des îles au public et met en place une infrastructure d’accueil. Elle a restauré le phare abandonné des Îles du Pot à l’Eau-de-Vie sur le petit archipel satellite de l’île aux Lièvres.

## Mission
La mission de la Société Duvetnor est de protéger la faune et ses habitats dans l'estuaire moyen du Saint-Laurent. La poursuite de cette mission se fait par l'écotourisme, l'éducation, la recherche et la mise en valeur.

### Îles Pot-à-l'Eau-de-Vie
Ces îles forment un petit archipel de trois îlots : le Gros Pot, le Petit Pot et le Pot du Phare, avec son phare historique construit en 1861. Elles sont aussi appelées Brandypot Islands.

### Île aux Lièvres
Sur cette île, Duvetnor offre plus de 45 km de sentiers aux amateurs de randonnée pédestre, aux ornithologues, aux contemplatifs, un milieu naturel sauvage et protégé, en plein cœur de l'estuaire du Saint-Laurent.

### Les Pèlerins
L'ile abrite une colonie de petits pingouins qui est la plus considérable de toute la région de l'estuaire et du golfe du Saint-Laurent. Ce lieu d'habitat des petits pingouins est un site préservé, il fait partie de la Réserve nationale de faune des îles de l'Estuaire et aucun débarquement n’y est permis. On l'observe à partir des bateaux d'excursions.
Ces 5 îles sont administrées par la Société de conservation de l'archipel des Pèlerins, une association mise sur pied par la Société Duvetnor.

### Île aux Pommes
C'est une propriété privée qui n'appartient pas à la Société Duvetnor. Mais celle-ci est associée dans la gestion de l'eider à duvet et dans la récolte du duvet, à partir des quelque 2 000 nids de ce canard que contient l'île.